# Вълшебната флейта
За едноименния филм вижте Вълшебната флейта (филм).
„Вълшебната флейта“ (на немски: Die Zauberflöte) е опера в 2 действия от австрийския композитор Волфганг Амадеус Моцарт. Либретото, което е на немски, е написано от Емануел Шиканедер. Формата на операта е зингшпил – популярна за онова време форма, която включва диалози и пеене.
Премиерата ѝ се е състояла на 30 септември 1791 г. в малък извънградски театър. Ролята на Папагено се изпълнява от самия Шиканедер, а тази на Царицата на нощта – от Йосефа Хофер – роднина на Моцарт. В началото операта не се радва на голям успех, но благодарение на находчива стратегия от страна на Шиканедер започва да печели популярност. През ноември 1792 г. Шиканедер обявява 100-тното поставяне на операта. Самият Моцарт не присъства на това важно събитие, тъй като умира само 2 мес. след премиерата – на 5 декември 1791 г. Днес операта е едно от най-често изпълняваните произведения в оперните театри по цял свят.
В операта се откриват много масонски елементи, мотиви и идеи, тъй като и двамата - Шиканедер и Моцарт, са масони. Царицата на нощта представя иронично-диаболистичния обскурантизъм, докато нейният противник Зарастро символизира върховния суверен, който управлява с грижи и мъдрост. В края той господства над тъмнината. А тъмнината, от своя страна, е представена като стряскаща и ужасяваща, но в същото време красива, мистериозна и обаятелна.
Най-известните части от операта са дуетът на Папагено и Папагена и арията на Царицата на нощта за колоратурен сопран, която намира място и в Златната плоча на Вояджър.